# Peggy Ovalle
Peggy Ovalle (ur. 29 sierpnia 1976) – gwatemalska lekkoatletka specjalizująca się w skoku o tyczce.

## Rekordy życiowe
- skok o tyczce – 3,50 (2005) rekord Gwatemali
- skok o tyczce (hala) – 3,35 (2006) rekord Gwatemali[1]